# بيارني تريغفاسون
بيارني تريغفاسون (بالإنجليزية: Bjarni Tryggvason)‏ (و. 1945 – م) هو رائد فضاء، ومهندس من كندا . ولد في ريكيافيك .

## ريادة الفضاء
شارك في المهمات الفضائية:
- STS-85.

## التعليم
تعلم في جامعة كولومبيا البريطانية، وجامعة ويسترن أونتاريو